# Sobětuchy
Sobětuchy är en ort i Tjeckien.   Den ligger i regionen Pardubice, i den centrala delen av landet, 100 km öster om huvudstaden Prag. Sobětuchy ligger 277 meter över havet och antalet invånare är 578.
Terrängen runt Sobětuchy är platt åt nordost, men åt sydväst är den kuperad.Runt Sobětuchy är det ganska tätbefolkat, med 72 invånare per kvadratkilometer. Närmaste större samhälle är Pardubice, 12,2 km norr om Sobětuchy. Omgivningarna runt Sobětuchy är en mosaik av jordbruksmark och naturlig växtlighet.